# نورو (تدليك)

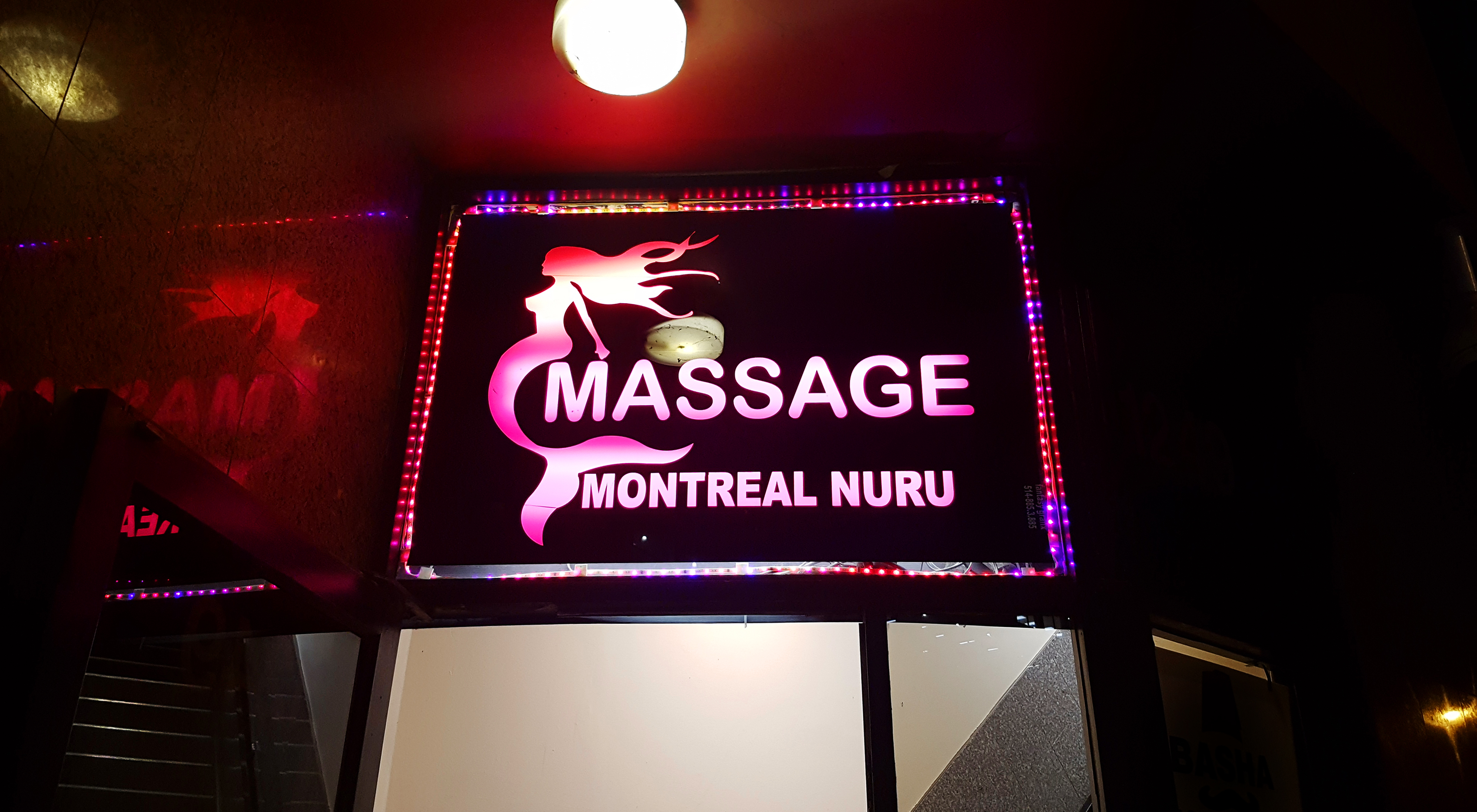
محل يعلن عن تقديمه خدمة النورو في مونتريال، كندا.

نورو هو شكل من أشكال التدليك الجنسي، يكون فيه المدلك والعميل من الجنس الآخر عارياً ومغطى بسائل هلامي مصنوع من الأعشاب البحرية. ينسب هذة التقنية إلى اليابان، خاصة مدينة كاواساكي .